# Yoann Gourcuff
Yoann Miguel Gourcuff (* 11. Juli 1986 in Ploemeur) ist ein ehemaliger französischer Fußballspieler.

## Karriere

### Vereine

#### Stade Rennes
Im Jahr 2001 wechselte Yoann Gourcuff, Sohn des Trainers Christian Gourcuff, in die Jugend von Stade Rennes, für deren Profielf er von 2003 bis 2006 insgesamt 66 Spiele in der Ligue 1 bestritt und dabei sechs Tore erzielen konnte. Bereits in der Jugendmannschaft von Rennes konnte der Mittelfeldspieler Erfolge verbuchen: So verhalf er dem Team 2003 beim Gewinn des Coupe Gambardella, der französischen A-Jugend-Meisterschaft. Sein Debüt für die Profimannschaft gab Gourcuff am 7. Februar 2004 gegen die AJ Auxerre, nachdem er im November des Vorjahres einen Profivertrag unterzeichnete. Im Laufe der folgenden Monate nach seinem Debüt kam er zu weiteren Kurzeinsätzen. Seinen Durchbruch hatte der Kreativspieler dann zur Spielzeit 2005/06, als er zum Leistungsträger innerhalb der Mannschaft aufstieg.

#### AC Mailand
Im Sommer 2006 wechselte er für eine Ablösesumme von geschätzten 4,5 Millionen Euro in die italienische Serie A zum AC Mailand. Dort unterzeichnete er einen Fünfjahresvertrag. Für Mailand erzielte er in seinem Debütspiel gegen AEK Athen sein erstes Tor. Trotz regelmäßiger Spielzeit konnte sich Gourcuff nicht gegen Spieler wie Gennaro Gattuso, Marek Jankulovski, Kaká, Andrea Pirlo und Clarence Seedorf durchsetzen. In 21 Ligaeinsätzen 2006/07 wurde er 16-mal ein- oder ausgewechselt. Im Finale der UEFA Champions League, das der AC Mailand mit 2:1 gegen den FC Liverpool gewann, war er nicht im Kader der Italiener. In der Folgesaison verringerte sich seine Spielzeit weiter.

#### Girondins Bordeaux
Für die Saison 2008/09 wurde Gourcuff zunächst an Girondins Bordeaux ausgeliehen, bevor der Verein die mit Mailand ausgehandelte Kaufoption zog und Gourcuff für weitere vier Jahre verpflichtete. Dort gewann der Mittelfeldregisseur 2009 Meisterschaft, Ligapokal und die Auszeichnung als Französischer Fußballer des Jahres.

#### Olympique Lyon
Am 24. August 2010 wechselte er für die festgeschriebene Ablösesumme von 22 Millionen Euro zum Ligarivalen Olympique Lyon. In den folgenden fünf Jahren wurde der Mittelfeldspieler in seiner Entwicklung immer wieder durch Verletzungen zurückgeworfen. So war er bis zum 21. März 2015, als er sich erneut einen Oberschenkelmuskel riss, zusammengerechnet fast 700 Tage lang außer Gefecht gesetzt. Deshalb absolvierte er bis dahin auch nur 128 Pflichtspiele (national wie international), bei denen er in 36 über die volle Distanz auf dem Rasen stand. Von Lyons insgesamt 183 Ligapartien in diesem Zeitraum kam er lediglich in 90 zum Einsatz.

#### Rückkehr nach Rennes
Nach dem Auslaufen seines Vertrags zum 30. Juni 2015 in Lyon kehrte er Mitte September 2015 zu seinem Jugendverein Stade Rennes zurück. Sein Vertrag lief bis 2018.

#### FCO Dijon
Zur Saison 2018/19 wechselte Gourcuff zum FCO Dijon. Nachdem er dort lediglich zu acht Kurzeinsätzen in Punktspielen gekommen war, trennten er und der Verein sich im Januar 2019 vorzeitig.

### Nationalmannschaft

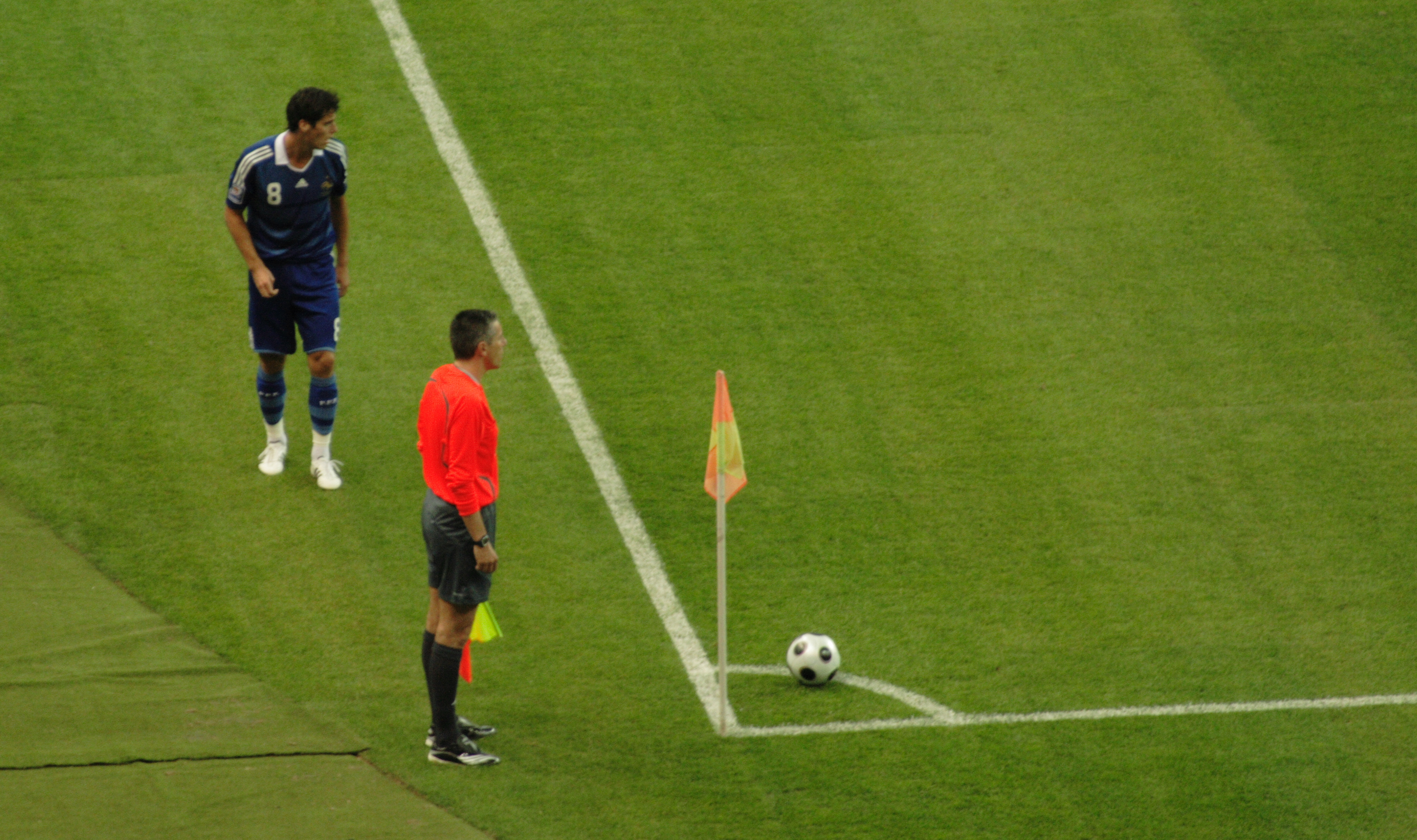
Gourcuff bei einer Ecke für Frankreich.

Gourcuff spielte in verschiedenen Juniorennationalmannschaften Frankreichs. Im Juli 2005 gewann er mit der französischen U19 nach einem 3:1-Endspielsieg gegen die englische Auswahl die U-19-Europameisterschaft in Nordirland. Bei diesem Turnier war Gourcuff eine große Stütze für das Team und ihm gelangen drei Tore.
Am 18. August 2006 gab Gourcuff sein Debüt in der französischen U-21-Nationalmannschaft im Spiel gegen Kroatien während der U-21-Fußball-Europameisterschaft 2006. Dabei kam er mit der Mannschaft bis ins Halbfinale, wo man gegen den späteren Sieger Niederlande ausschied. In insgesamt 17 Einsätzen gelangen ihm vier Treffer. 2007 und 2009, inzwischen als Kapitän des Teams, verpasste die U21 jeweils die Endrunde um die EM.
Am 20. August 2008 spielte Gourcuff erstmals für die A-Nationalelf, als er im Freundschaftsspiel gegen Schweden in der 90. Minute für Jérémy Toulalan eingewechselt wurde. Im WM-Qualifikationsspiel am 11. Oktober gegen Rumänien gelang ihm sein erstes Tor für die Équipe Tricolore. Im Mai 2010 wurde der Mittelfeldspieler von Trainer Raymond Domenech in den Kader für die Weltmeisterschaft in Südafrika nominiert. Nach dem dortigen Debakel der Nationalelf durchlitt Gourcuff eine sportliche Krise, die dazu führte, dass Domenech-Nachfolger Laurent Blanc ihn zeitweise gar nicht mehr berücksichtigte. Im Mai 2012 berief Blanc ihn in das vorläufige französische Aufgebot für die Europameisterschaft, nahm ihn anschließend aber nicht zum Turnier mit.

## Titel und Erfolge

### Verein
- FIFA-Klub-Weltmeisterschaft: 2007
- Champions-League-Sieger: 2007
- UEFA Super Cup: 2007
- Französischer Meister: 2009
- Französischer Pokalsieger: 2012
- Trophée des Champions: 2008, 2009
- Französischer Ligapokal-Sieger: 2009
- Gewinn der Coupe Gambardella: 2003

### Nationalmannschaft
- U-19-Europameister: 2005

### Individuell
- Frankreichs Fußballer des Jahres: 2009
- Ligue-1-Spieler des Jahres: 2009
- Wahl in die Ligue-1-Mannschaft des Jahres: 2009, 2010
- Tor des Jahres der Ligue 1: 2009
- Spieler des Monats der Ligue 1 (2): März 2006, April 2009